# マトヴェイ・ゲデンシュトロム
マトヴェイ・マトヴェーヴィチ・ゲデンシュトロム（ロシア語: Матвей Матвеевич Геденштром、英：Matvei Matveyevich Gedenschtrom、1780年ごろ - 1845年9月20日）は、北部シベリアで活動したロシア人の極地探検家、作家であり、官吏でもあった。
ゲデンシュトロムはタルトゥ大学で学んだ。卒業後、レーヴェリの税関役人などを経てニコライ・ルミャンツェフ伯爵の家令となった。その後、ゲデンシュトロムはシベリア流刑となるが、ルミャンツェフにより流刑の代わりに新発見の土地の調査に当たることになった。具体的な任務は、ノヴォシビルスク諸島へ行き、島の測量やそこの様々な調査を行うことであった。
1808年11月18日にゲデンシュトロムはヤクーツクを出発し、ウェルホヤンスクを経て1909年2月5日にヤナ川河口付近のウスチ・ヤンスクに着いた。そこでゲデンシュトロムはヤコフ・サンニコフに出会い、サンニコフは探検隊への参加を承諾した。サンニコフが加わったことで、ゲデンシュトロムは探検隊を3隊に分けた。ゲデンシュトロムは体はまり丈夫ではなく、また調査機材は不十分であったが、調査結果次第では刑免除も期待でき、調査には全力をかけた。3月7日にノヴォシビルスク諸島へ向けウスチ・ヤンスクを出発。ゲデンシュトロムはノヴァヤ・シビリ島の南岸を調査した。ウスチ・ヤンスクへ戻った後、ゲデンシュトロムは休養のためイルクーツクへ向かったが、イルクーツク知事の許可を得られず引き返すことになった。ゲデンシュトロムはウスチ・ヤンスク周辺やヤナ川河口の調査を行い、それからポサドヌイ冬営地へ向かった。1810年3月、ゲデンシュトロムはサンニコフを伴ってノヴァヤ・シビリ島を訪れた。この調査でノヴァヤ・シビリ島が島であることを確認した。3月16日、ゲデンシュトロムとサンニコフはノヴァヤ・シビリ島の北東に陸地らしきものを見た。これは、まぼろしの島サンニコフ島の一つ目である。ゲデンシュトロムはそこへ向かったが、行き当たったのは氷塊であった。ゲデンシュトロムは、後にサンニコフが発見した二つ目と三つ目のサンニコフ島は地図にかいたが、一つ目のサンニコフ島は地図にはかかなかった。帰路、ゲデンシュトロムはアンドレエフ島の探索を試みたが、開氷面に妨げられた。ゲデンシュトロムはもう一度アンドレエフ島探索を行った。今度はバラノフ岩（コリマ川河口とチャウン湾の間）から北上した。進むと、氷上の土塊や北北西へ向かって飛ぶ鳥が見られ、海は浅くなった。陸地が近いと思われたが、またも開氷面のため引き返さざるを得なかった。その後、ゲデンシュトロムはイルクーツクへ向かい、彼の調査は終了した。
また、ゲデンシュトロムは、いわゆる"シベリア・ポリニヤ"（流氷と大陸の定着氷 (fast ice) の縁に形成される海氷の中のパッチ状の開放水面）の存在を立証した。
1813年、ゲデンシュトロムは、イルクーツク総督府の事務局員に採用された。後に、彼はウラン・ウデの地区警察の署長に任命されているが、それでも彼は科学調査と鉱物学と植物学のコレクションの編集を放棄しなかった。ゲデンシュトロムは、賢明で、才能豊かで、教育もあり、さらに優しい男で、よく地方の小作人を助言と金銭で援助していた。その一方で、彼は不道徳な浪費家としても知られていた。彼はニコライ・トレスキン（Nikolai Treskin、当時のイルクーツク総督）の側近の一人であり、首尾よく総督府からパンの購入権限を与えられた。
1819年、ミハイル・スペランスキー（シベリア大総督）がシベリア視察の一環としてイルクーツクを訪れ、地方当局の多数の不正行為の証拠を摘発した。1820年2月20日、ゲデンシュトロムは、彼の行政上の独裁的なスタイル、横領、強迫、詐欺を理由に更迭された。スペランスキーの発見についての報告書は、1821年7月28日に設立された特別委員会により調査された。委員会は全ての違反者を4つのカテゴリーに分類した。ゲデンシュトロムは、3番目のカテゴリーに分類され、それは、今後2度と公職に就くことは認められないことと、ヨーロッパ・ロシア奥地への流刑を意味していた。もっとも、すぐに、彼をシベリアから移送せずトボリスクに居住させることが決まった。また、ゲデンシュトロムのスキルと経験を利用するため、西シベリアの当局は彼の公務への復帰についての許可を取りつけることに成功した。
1827年、ゲデンシュトロムは、ヨーロッパ・ロシアへの帰還を許され、そこで医療サービス部隊 の隊長として採用された。1830年代、ゲデンシュトロムは、トムスクの郵便局長に任命された。引退に伴い、彼はトムスクの近くのカイドゥコヴァヤ村に転居し、晩年はアルコール中毒の状態で過ごした。ゲデンシュトロムは、1845年9月20日に極貧の状態で65歳で死去し、3日後にトムスクで埋葬された。

## 著作

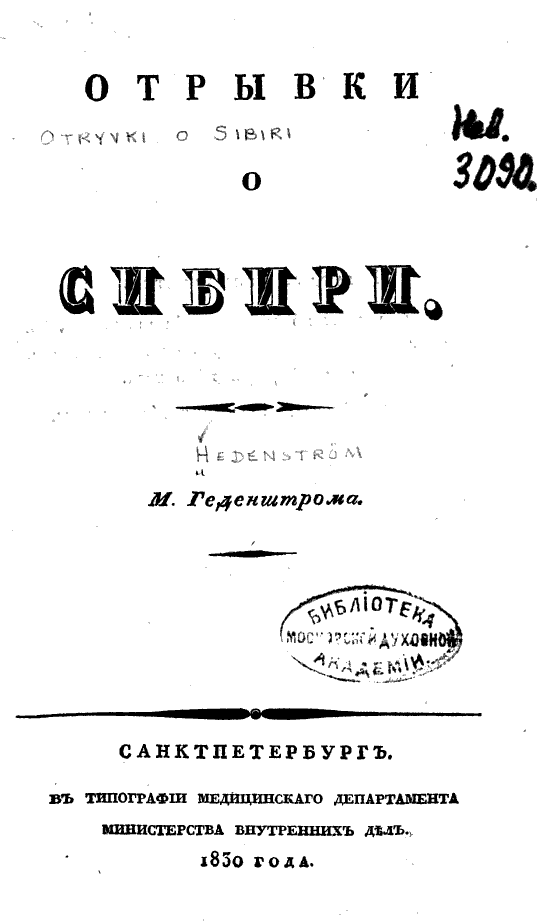
「シベリアについてのスケッチ」 (Отрывки о Сибири; 1830)表紙

ゲデンシュトロムは、彼の科学上の発見を下記のような数冊の単行本と雑誌記事で出版している。
- 「ゲデンシュトロムによるレナ川河口の東側の北極海と諸島を横断する踏査について」 (Путешествие Геденштрома по Ледовитому морю и островам онаго, лежащим от устья Лены к востоку; 1822)
- 「ヤナ川河口からバラノフ岬にいたる北極海の海岸線の詳細」 (Описание берегов Ледовитого моря от устья Яны до Баранова камня; 1823)
- 「シベリアについてのノート」 (Записки о Сибири; 1829)
- 「シベリアについてのスケッチ」 (Отрывки о Сибири; 1830)
- 「レナ川とコリマ川の間に存在する島々について(Острова между Леною и Колымою; 1838)
- 「ニュー・シベリア」 (Новая Сибирь; 1838)
- 「北部シベリアで発見された未発見の動物の頭部について」 (Головы неизвестных животных, находимых в Северной Сибири; 1838)
- 「バイカル湖において」 (О Байкале; 1839), 2巻の草稿
- 「シベリアの詳細に関する資料」 (Материалы для описания Сибири; 1841)
- 「シベリア」 (Сибирь; 1842)